# إيليا بريغوجين
إيليا بريغوجين (بالروسية: Илья́ Рома́нович Приго́жин) كان كيميائي وفيزيائي بلجيكي من أصل روسي ولد في 25 جانفي 1917 في موسكو وتوفي في 28 مايو 2003.
ولد إيليا بريغوجي في موسكو وهرب صغيرا إلى بلجيكا. أراد أن يفهم كيف اضطر إلى هجر بلده فدخل السياسة وبدأ بدراسة الحقوق، أراد كذلك فهم تصرف المتهم فدرس علم النفس، أراد بعد ذلك فهم علم النفس وكيفية التصرف فقرر فهم كيفية عمل المخ. فدرس الكيمياء والكيمياء الحيوية وعلم الأحياء. أراد بعد ذلك فهم التفاعلات الكيميائية فدرس فيزياء الذرات.
تحصل سنة 1976 على وسام رمفورد وسنة 1977 على جائزة نوبل في الكيمياء.

## روابط خارجية
- إيليا بريغوجين على موقع الموسوعة البريطانية (الإنجليزية)
- إيليا بريغوجين على موقع مونزينجر (الألمانية)
- إيليا بريغوجين على موقع ميوزك برينز (الإنجليزية)
- إيليا بريغوجين على موقع إن إن دي بي (الإنجليزية)
- إيليا بريغوجين على موقع ديسكوغز (الإنجليزية)
- إيليا بريغوجين على الموقع الرسمي الأكاديمية الروسية للعلوم